# 北大盐池湖
北大盐池湖是一个位于中国内蒙古自治区鄂托克旗的湖泊，面积约为20.3平方千米。